# Ferdinand Domela Nieuwenhuis
Ferdinand Domela Nieuwenhuis (født 31. december 1846 i Amsterdam, død 18. november 1919) var en nederlandsk socialist, anarkist, ateist, antimilitarist, vegetar, afholdsmand og ikke-ryger. 
Ferdinand var søn af den lærde teolog Ferdinand Jacobus Nieuwenhuis og Henriette Frances Berry. Familien antog mellemnavnet "Domela" i 1859.
Den unge Ferdinand fulgte i faderens fodspor. Efter afsluttede teologiske studier virkede han som evangelisk-luthersk prædikant i flere hollandske byer. Efter at være blevet enkemand for tredje gang mistede han sin tro og ophørte med at prædike i 1879.
Nieuwenhuis blev i stedet en af forgrundsfigurerne inden for den fremvoksende socialistiske bevægelse og var i 1881 med til at danne det hollandske Sosjaaldemokratysk Bond (SDB) (Socialdemokratiske Forbund), en socialistisk bevægelse opbygget af flere lokale græsrodsbevægelser. Under Nieuwenhuis dynamiske ledelse arbejdede man med at påvirke den offentlige opinion, strejker og andre kampmetoder og fik der i gennem voksende tilslutning. 
1887 dømtes Nieuwenhuis til et års fængsel for at have forulempet kongehuset i en avisartikel.
1888 valgtes han ind i underhuset som det første socialistiske parlamentsmedlem i Nederlandene. Under sin tid der blev Nieuwenhuis mere og mere skuffet over parlamentarismen og udviklede sig til anarkist. I 1891 besluttede han og SDB at ikke stille op til genvalg.
Forbundets holdning vakte imidlertid intern modstand, og de, som ville fortsætte ad den parlamentariske vej, dannede i 1894 det reformistiske Socialdemokratiske arbejderparti (Nederlandene) under ledelse af Pieter Jelles Troelstra. Samme år erklæredes SDB ulovligt, hvilket dog ikke forhindrede Nieuwenhuis at fortsætte sin publicistiske og agitatoriske virksomhed i sociale spørgsmål, som lå ham på hjerte. 
Han gik med i og startede selv nye organisationer, som han var aktiv i frem til sin død.